# Kniphofia pauciflora
Kniphofia pauciflora es una planta herbácea de la familia Xanthorrhoeaceae. Es originaria del sur de África.

## Descripción
Las plantas tienen estolones cortos formando pequeños grupos de tallos. Las hojas son suaves, erguidas, de 200-350 x 28 mm,  están canalizadas ligeramente por encima; el margen y la quilla lisa. El escapo desborda o casi iguala a las hojas, de 300-500 mm de altura. En forma de racimo ovoide, laxo y medio denso, con pocas flores,  de color amarillo a amarillo pálido. Pedicelos de 3-4 mm de largo. Brácteas acuminadas estrechamente lanceoladas, de 4-6 mm de largo, margen entero. El perianto es estrecho en forma de embudo, de 14-18 mm de largo. Fruto pequeño, subgloboso. 

## Distribución
Es conocida solo en dos zonas restringidas en KwaZulu-Natal en la zona de Durban, Pinetown y Richards Bay, en los pastizales pantanosos.
Puede ser diferenciada de la especie Kniphofia angustifolia  porque la segunda un poco más amplias las hojas y el perianto en forma de embudo estrecho. Su especie más afín es, probablemente,  Kniphofia pallidiflora Baker, de Madagascar, que tiene las flores más claramente en forma de embudo  y largos pedicelos.

## Taxonomía
Kniphofia pauciflora fue descrita por  John Gilbert Baker y publicado en  J. Bot. 23: 280, en el año 1885.
Sinonimia
- Kniphofia pedicellata Baker[5]